# Evirchomella validens
Evirchomella validens är en stekelart som först beskrevs av Heinrich 1938.  Evirchomella validens ingår i släktet Evirchomella och familjen brokparasitsteklar. Inga underarter finns listade i Catalogue of Life.